# Dorog–Dorog Mészkőhegyi rakodó-vasútvonal
A MÁV Dorog–Dorog Mészkőhegyi rakodó-vasútvonala egy egyvágányú, nem villamosított, nagyvasúti szárnyvonal Komárom-Esztergom vármegyében. 

## Jellemzői
A rövid, iparvágány-szerű vonal Dorog vasútállomás előtt ágazik ki a északi irányban a (2.) Budapest–Esztergom-vasútvonalból. A kiágazás után a vonal délnyugati irányba (a fővonalhoz képest kb. 90 fokkal) elfordul, keresztezi a Bécsi utat, majd nyugatra kanyarodik. Egy erdős rész után átvág a Csolnoki-, majd a Baumit úton, végül a Dorogi Mészkőbányánál kisebb állomásban végződik.
A Baumit útnál egy iparvágány ágazik ki belőle a Mester Ecset Kft. telephelye felé.
A vonalon napjainkban már semmiféle forgalom nincs.